# Lądowisko Kutno-Szpital Samorządowy
Lądowisko Kutno-Szpital Samorządowy – lądowisko sanitarne w Kutnie, w województwie łódzkim, położone przy ul. Kościuszki 52. Przeznaczone jest do wykonywania startów i lądowań śmigłowców sanitarnych i ratowniczych w dzień i w nocy. Może obsługiwać śmigłowce o dopuszczalnej masie startowej do 5700 kg.
Zarządzającym lądowiskiem jest Kutnowski Szpital Samorządowy Sp. z o.o. w Kutnie. W roku 2014 zostało wpisane do ewidencji lądowisk Urzędu Lotnictwa Cywilnego pod numerem 305
Szpital posiadał już lądowisko, ale nie było ono przystosowane do obsługi lotów nocnych. Zostało zmodernizowane w 2014 roku.